# Pasirian (plaats)
Pasirian is een bestuurslaag in het regentschap Lumajang van de provincie Oost-Java, Indonesië. Pasirian telt 13.997 inwoners (volkstelling 2010).